# José Quirante
José Quirante Pineda (Cox, Alicante, 10 de mayo de 1883-Barcelona, 30 de mayo de 1964) fue un futbolista español. Destacado centrocampista de la primera década del fútbol en el país, es recordado por ser uno de los primeros jugadores «profesionales» del aún incipiente deporte, así como por ser uno de los primeros en competir para el Foot-Ball Club Barcelona y el Madrid Foot-Ball Club.
Tras su retirada deportiva tuvo una prolífica carrera como entrenador por numerosos clubes de toda la geografía española. Fue además, uno de los fundadores del Casual Sport Club (ca) junto a otros disidentes del F. C. Barcelona, entre los que destacaron Paco Bru, Carlos Comamala o Charles Wallace, por citar algunos.

## Trayectoria
Vivió los inicios del foot-ball español en Cataluña como centrocampista, de medio ala, y fue una de las primeras personalidades en la aún imberbe disciplina. Iniciado en 1901 con el Foot-Ball Club Barcelona, allí se mantuvo hasta 1911, fecha en la que fue expulsado de la entidad por discrepancias con la directiva, y donde tras una breve aparición en el Universitary Sport Club (ca), fundó el Casual Sport Club (ca) junto a otros disidentes del conjunto barcelonista. Uno de los motivos fue el incipiente profesionalismo, o amateurismo marrón, no aceptado por el presidente barcelonista Hans Joan Gamper. Es por tanto, considerado como uno de los primeros jugadores profesionales de la historia del fútbol patrio.
Antes, durante sus viajes a Madrid por obligaciones laborales y por las que dejó el fútbol, jugó dos años (1906-08) con el Madrid Foot-Ball Club sin abandonar la disciplina azulgrana.

### Carrera como entrenador
Sus amplios conocimientos del juego le llevaron a dirigir algún partido en sus inicios, y al retirarse se hizo entrenador profesional. Entre los clubes a los que dirigió destacaron el Real Madrid Foot-Ball Club, donde tuvo el honor de dirigirlo en el primer Campeonato de Liga de España —finalizando como subcampeones—, y en los dos años que estuvo al frente del equipo consiguió vencer dos Campeonatos Regionales y un subcampeonato de Copa en 1929. Pese al buen desempeño mostrado, un empate y cuatro derrotas en la segunda edición de liga le valieron la destitución y de allí pasó a entrenar al Sevilla Foot-Ball Club, cusiosamente entrenado por Lippo Hertzka, intercambiando clubes ambos. Con los hispalenses permaneció tres temporadas para vencer dos Campeonatos Regionales más, antes de iniciar un periplo por diversos clubes de toda la geografía española, el último de ellos, la Agrupación Deportiva Plus Ultra, el cual realizaba las funciones de equipo filial del ya mencionado conjunto madridista.

### Su expulsión del F. C. Barcelona
Su etapa terminó cuando varios jugadores aceptaron jugar un partido amistoso contra el Valencia Foot-Ball Club a finales de 1911, el cual ofrecía una cuantiosa suma por su disputa, a lo que varios de los jugadores barcelonistas estaban de acuerdo. Fueron más allá, al pretender que parte de la recaudación de las taquillas, era lícita de ser negociada para bien de los implicados —circunstancias comunes en el fútbol profesional, pero no así en una época caracterizada por el amateurismo—. Esto provocó un cisma en el club con los defensores del carácter amateur del fútbol, encabezados por el presidente Gamper. Finalmente, en una asamblea celebrada en el mes de octubre, los jugadores rebeldes, entre los que se encontraban, además de Quirante, los hermanos Charles Wallace y Percy Wallace, fueron expulsados del club. Otros, afines y por camaradería con sus compañeros, y por considerarlo injusto, abandonaron también la entidad, como los hermanos Carlos Comamala y Arsenio Comamala.
A finales de año fundaron el Casual Sport Club (ca), con el que siguieron disputando el campeonato catalán de Primera Categoría. El nuevo club, sin embargo, tuvo una vida efímera y dio por concluida su etapa en activo.

## Estadísticas

### Clubes
Integrante del Foot-Ball Club Barcelona desde 1901, contendió en las primitivas Copa Macaya y Copa Barcelona antes del establecimiento del Campeonato de Cataluña.
En 1908 participó con el Madrid F. C. en un partido del Campeonato Regional Centro frente al Athletic de Madrid, el 23 de marzo, cedido por el Football Club Barcelona de forma esporádica junto a Charles Wallace, algo habitual en la época donde equipos se reforzaban con jugadores de otros equipos para disputar partidos concernientes al Campeonato de España. La temporada anterior, siendo también su residencia por motivos laborales, participó en los cinco encuentros del conjunto madrileño en el Campeonato de España de 1907, donde resultó campeón.
Resaltadas temporadas en calidad de cesión. Indicados los encuentros de los que se tiene constancia (pudieran ser más).
| Club | Temporada     | Div.          | Liga (1)    | Liga (1)    | Copa (2) | Copa (2) | Regional (3) | Regional (3) | Total (4) | Total (4) | Media goleadora |
| Club | Temporada     | Div.          | Part.       | Goles       | Part.    | Goles    | Part.        | Goles        | Part.     | Goles     | Media goleadora |
| --- | ------------- | ------------- | ----------- | ----------- | -------- | -------- | ------------ | ------------ | --------- | --------- | --------------- |
| F. C. Barcelona | 1903-11       | 1.ª C.        | Inexistente | Inexistente | 1        | —        | 37           | 17           | 38        | 17        | 0.45            |
| Madrid F. C. | 1906-07       | 1.ª C.        | Inexistente | Inexistente | 4        | —        | —            | —            | 4         | 0         | 0               |
| Madrid F. C. | 1907-08       | 1.ª C.        | Inexistente | Inexistente | —        | —        | 1            | —            | 1         | 0         | 0               |
| Madrid F. C. | Total club    | Total club    | 0           | 0           | 4        | 0        | 1            | 0            | 5         | 0         | 0               |
| C. D. Español | 1910          | 1.ª C.        | Inexistente | Inexistente | —        | —        | 2            | —            | 2         | 0         | 0               |
| Universitary S. C. (ca) | 1911-12       | 1.ª C.        | Inexistente | Inexistente | —        | —        | 1            | —            | 1         | 0         | 0               |
| Casual S. C. (ca) | 1912-13       | 1.ª C.        | Inexistente | Inexistente | —        | —        | 4            | —            | 4         | 0         | 0               |
| Total carrera | Total carrera | Total carrera | 0           | 0           | 5        | 0        | 45           | 17           | 50        | 17        | 0.36            |
| (1) No existía el Campeonato de Liga (1903-13). Clubes de 1.ª categoría por la Federación Catalana (1901-13) y la Federación Centro (1906-08). (2) Incluye datos de la Copa de España (1907-09). (3) Incluye datos del Campeonato de Cataluña (1903-13); Campeonato Regional Centro (1906-08). (4) No incluye goles en partidos amistosos. |               |               |             |             |          |          |              |              |           |           |                 |

### Entrenador
Iniciado en el Club Deportivo Español en 1927, disputó el campeonato catalán casi en su totalidad, siendo reemplazado a inicios de 1928 por Jack Greenwell. Tras un breve paso por el Sporting de Madrid y sus años dorados en el Real Madrid Foot-Ball Club, recaló en Sevilla y Murcia antes del estallido de la Guerra Civil. Tras la contienda bélica fue contratado por el Athletic de Madrid en 1939, al tiempo que el Club Aviación Nacional contrataba a Ricardo Zamora. Pese a ello, dirigió al equipo en contados encuentros del Mancomunado de 1939, ya que casi simultáneamente, los dirigentes rojiblancos y la sociedad militar del régimen acordaban la fusión de ambas entidades y por las que pasó a denominarse como Athletic-Aviación Club. Tras el acuerdo, fue Zamora quien dirigió al club rojiblanco el resto de la temporada, pasando Quirante al Hércules alicantino.
| Club               | País   | Año     |
| ------------------ | ------ | ------- |
| C. D. Español      | España | 1927-28 |
| Sporting de Madrid | España | 1928    |
| Real Madrid F. C.  | España | 1928-30 |
| Sevilla F. C.      | España | 1930-33 |
| Real Murcia        | España | 1933-35 |
| Nacional de Madrid | España | 1935-36 |
| Athletic de Madrid | España | 1939    |
| Hércules C. F.     | España | 1940    |
| C. D. Malacitano   | España | 1940-41 |
| Cádiz C. F.        | España | 1941-42 |
| C. D. Constancia   | España | 1942-44 |
| Real Betis         | España | 1947-48 |
| A. D. Plus Ultra   | España | 1948-51 |

## Palmarés

### Como jugador
Nota: incluidos en cursiva los torneos de oficialidad cuestionada.
| Título              | Club            | Año  |
| ------------------- | --------------- | ---- |
| Copa Macaya         | F. C. Barcelona | 1902 |
| Copa Barcelona      | F. C. Barcelona | 1903 |
| Copa Pirineos       | F. C. Barcelona | 1911 |
|                     |                 |      |
| Campeonato Regional | F. C. Barcelona | 1905 |
| Copa                | Madrid F. C.    | 1907 |
| Campeonato Regional | Madrid F. C.    | 1908 |
| Campeonato Regional | F. C. Barcelona | 1909 |

### Como entrenador
Nota *: sucedido como entrenador en el torneo por Ricardo Zamora tras la fusión del Athletic de Madrid y el Club Aviación Nacional.
| Título              | Club              | Año    |
| ------------------- | ----------------- | ------ |
| Campeonato Regional | Real Madrid F. C. | 1929   |
| Campeonato Regional | Real Madrid F. C. | 1930   |
| Campeonato Regional | Sevilla F. C.     | 1931   |
| Campeonato Regional | Sevilla F. C.     | 1932   |
| Campeonato Regional | Athletic-Aviación | 1939 * |